# Cauvigny
Cauvigny és un municipi francès, situat al departament de l'Oise i a la regió dels Alts de França. L'any 2007 tenia 1.412 habitants.

## Demografia

### Població
El 2007 la població de fet de Cauvigny era de 1.412 persones. Hi havia 490 famílies de les quals 80 eren unipersonals (38 homes vivint sols i 42 dones vivint soles), 142 parelles sense fills, 239 parelles amb fills i 29 famílies monoparentals amb fills.
La població ha evolucionat segons el següent gràfic:
Habitants censats

### Habitatges
El 2007 hi havia 588 habitatges, 496 eren l'habitatge principal de la família, 65 eren segones residències i 27 estaven desocupats. 570 eren cases i 14 eren apartaments. Dels 496 habitatges principals, 446 estaven ocupats pels seus propietaris, 35 estaven llogats i ocupats pels llogaters i 16 estaven cedits a títol gratuït; 1 tenia una cambra, 23 en tenien dues, 70 en tenien tres, 137 en tenien quatre i 265 en tenien cinc o més. 375 habitatges disposaven pel capbaix d'una plaça de pàrquing. A 187 habitatges hi havia un automòbil i a 277 n'hi havia dos o més.

### Piràmide de població
La piràmide de població per edats i sexe el 2009 era:
| Homes | Edats   | Dones |
| ----- | ------- | ----- |
| 0     | 95 o +  | 0     |
| 0     | 90 a 94 | 8     |
| 4     | 85 a 89 | 0     |
| 8     | 80 a 84 | 4     |
| 8     | 75 a 79 | 16    |
| 20    | 70 a 74 | 28    |
| 32    | 65 a 69 | 20    |
| 28    | 60 a 64 | 48    |
| 40    | 55 a 59 | 16    |
| 44    | 50 a 54 | 52    |
| 60    | 45 a 49 | 60    |
| 48    | 40 a 44 | 24    |
| 40    | 35 a 39 | 60    |
| 56    | 30 a 34 | 68    |
| 16    | 25 a 29 | 24    |
| 28    | 20 a 24 | 24    |
| 32    | 15 a 19 | 52    |
| 48    | 10 a 14 | 52    |
| 36    | 5 a 9   | 48    |
| 12    | 0 a 4   | 32    |

## Economia
El 2007 la població en edat de treballar era de 920 persones, 698 eren actives i 222 eren inactives. De les 698 persones actives 636 estaven ocupades (356 homes i 280 dones) i 63 estaven aturades (24 homes i 39 dones). De les 222 persones inactives 65 estaven jubilades, 85 estaven estudiant i 72 estaven classificades com a «altres inactius».

### Ingressos
El 2009 a Cauvigny hi havia 518 unitats fiscals que integraven 1.415,5 persones, la mediana anual d'ingressos fiscals per persona era de 21.471 €.

### Activitats econòmiques
Dels 56 establiments que hi havia el 2007, 2 eren d'empreses alimentàries, 1 d'una empresa de fabricació de material elèctric, 2 d'empreses de fabricació d'elements pel transport, 3 d'empreses de fabricació d'altres productes industrials, 14 d'empreses de construcció, 8 d'empreses de comerç i reparació d'automòbils, 1 d'una empresa de transport, 2 d'empreses d'hostatgeria i restauració, 3 d'empreses d'informació i comunicació, 2 d'empreses financeres, 12 d'empreses de serveis, 2 d'entitats de l'administració pública i 4 d'empreses classificades com a «altres activitats de serveis».
Dels 16 establiments de servei als particulars que hi havia el 2009, 1 era una oficina de correu, 2 tallers de reparació d'automòbils i de material agrícola, 2 paletes, 4 guixaires pintors, 1 fusteria, 2 lampisteries, 1 empresa de construcció, 2 perruqueries i 1 restaurant.
Dels 3 establiments comercials que hi havia el 2009, 1 era un hipermercat i 2 carnisseries.
L'any 2000 a Cauvigny hi havia 11 explotacions agrícoles que ocupaven un total de 1.353 hectàrees.

## Equipaments sanitaris i escolars
El 2009 hi havia una escola elemental.

## Poblacions més properes
El següent diagrama mostra les poblacions més properes.